# طعمية بالشطة (فلم)
طعمية بالشطة  فيلم دراما رومانسي مصري للمخرج عبد اللطيف زكي عام 1993  وكتب القصة والسيناريو والحوار أحمد عبد الرحمن. الفيلم من بطولة محمود ياسين، رانيا فريد شوقي، محمود الجندي، هشام عبدالحميد، منى السعيد، وماجدة نور الدين  وتدور الأحداث حول غادة، الفتاة المدللة، التي تجد كل ما تحتاجه من والدها الثري، ولكن عندما تقع في حب الشاب الفقير محمود وتتزوجه، يبالغ الوالد في محاولاته للتفريق بينهم ولا يهدأ حتى يرى حفيدة.
صدر الفيلم إلى دور العرض المصرية في 16 أغسطس 1993.
منح موقع قاعدة بيانات الأفلام على الإنترنت (IMDB) الفيلم درجة 3.5/ 10.
منح موقع قاعدة بيانات الأفلام العربية «السينما.كوم» الفيلم درجة 5.3/ 10.

## طاقم التمثيل
محمود ياسين: في دور مصطفى الخشاب
رانيا فريد شوقي: في دور غادة مصطفى الخشاب
هشام عبد الحميد: في دور محمود
محمود الجندي: في دور شاكر
منى السعيد: في دور عبلة/ لولا
ماجدة نور الدين: في دور سمية
تحية حافظ: في دور أمانة
أحلام الجريتلي: في دور أميمة
حمادة شوشة: في دور عمرو
سونيا سلامة: في دور كاميليا
بالاشتراك مع: أحمد سامي عبد الله – أشرف فتحي – مجدي فكري – عمرو أبو الورد – فؤاد برهام – رمسيس – هدى زكي – ثريا عز الدين – علية الصياد – علاء مرسي 

## أحداث الفيلم
يحقق رجل الأعمال الثري مصطفى الخشاب (محمود ياسين) ثروة طائلة وهو ما يجعله يخشى عليها من أي دخيل طامع، كما أنه يحقق جميع مطالب ابنته الوحيدة المدللة غادة (رانيا فريد شوقي)، لكنها تشعر أن حياتها جافة بلا طعم في ظل الحصار الذي يفرضه عليها والدها بشكل مبالغ فيه لحمايتها من الذئاب المتطلعين لثروة أبيها. تلتقي غادة بالشاب المكافح محمود (هشام عبد الحميد) خريج كلية الزراعة الفقير والذي يعمل والده ميكانيكي سيارات، وينشأ حب متبادل بينهما، حيث تعجبها بساطته وطموحاته وتجد قمة سعادتها في تناول ساندويتش طعمية بالشطة معه وهي أكلته المفضلة. يتصدى مصطفى لعلاقة ابنته بمحمود وعندما يتقدم للزواج منها يرفضه بشدة متهمًا إياه بطمعه في ثروته. وفي تطور درامي مباغت تتزوج غادة من محمود بدون موافقة والدها، وتنتقل للإقامة معه في المزرعة التي يتولى استصلاح أراضيها، ولكن مصطفى يمارس ضغوطه حتى يدفع محمود لبيع المزرعة ليجبر ابنته على العودة إليه وتخليها عن محمود، إلا أنها تتمسك بزوجها خاصة بعد حملها منه، وعندما تنجب غادة طفلها الأول، يرق قلب مصطفى ويفتح ذراعيه لاستقبال ابنته ويحتضن حفيده في سعادة.

## وصلات خارجية
- طعمية بالشطة على موقع IMDb (الإنجليزية)
- طعمية بالشطة على موقع الدهليز
- طعمية بالشطة على موقع قاعدة بيانات الأفلام العربية
- طعمية بالشطة على موقع الدهليز
- طعمية بالشطة على موقع كاروهات

https://ru.kinorium.com/647032/ طعمية بالشطة (فلم)
https://www.csfd.cz/film/743121-taamiya-bilshatta/hraji/ طعمية بالشطة (فلم)
http://film.moviesaz.org/video/115933-taamiya-bilshatta/ طعمية بالشطة (فلم)